# Незамаевский
Незамаевский — посёлок в Новопокровском районе Краснодарского края.
Административный центр Незамаевского сельского поселения.

## География

### Улицы
| - пер. Железнодорожный, - пер. Кубанский 1-й, - пер. Кубанский 2-й, - пер. Почтовый, - пер. Прикубанский, - пер. Школьный, - ул. Будённого, - ул. Ворошилова, - ул. Гагарина, - ул. Гоголя, | - ул. Красная, - ул. Ленина, - ул. Матросова, - ул. Мира, - ул. Молодёжная, - ул. Садовая, - ул. Степная, - ул. Терешковой, - ул. Титова, - ул. Ф. Энгельса. |

## История
История поселка началась с совхоза. В 1929 году, в годы первой пятилетки, в Новопокровском районе создано советское сельскохозяйственное предприятие — совхоз-гигант Кубанский. Его площадь составляла 108 тыс. га, то есть половину сегодняшнего Новопокровского района.
Одновременно с созданием совхоза строились поселки для предоставления жилья его работникам. Население формировалось как из окрестных поселений, так и из приезжих из разных уголков страны.
В 1934 году совхоз Кубанский был реорганизован и разделен на несколько совхозов — Кубанский, Незамаевский, Новопокровский. В дальнейшем эти совхозы делились на еще более мелкие, каждый из которых прилегал к конкретному населенному пункту: Незамаевский — к поселку Незамаевскому.
Поселки строились по типу городских, по принципу — «уравняем деревню с городом». Домовладения располагались на небольших приусадебных участках — 6-7 соток. Совхоз должен был сам обеспечить питанием своих работников.
Исторически сложившаяся застройка стала проблемой для развития подсобного хозяйства в постсоветскую эпоху. Земельные угодья распределены между крестьянскими хозяйствами и сельскохозяйственными предприятиями, земель для наделения жителей, желающих заниматься подсобным хозяйством.
Крупнейшее предприятие поселка, «наследник» советских колхозов — ОАО «Незамаевское», которое занимается растениеводством (преимущественно зерновыми)и животноводством (мясным и молочным).

## Население
| 2002 | 2010  |
| ---- | ----- |
| 1280 | ↘1102 |